# Sveriges herrlandskamper i fotboll 2005
Sveriges herrlandskamper i fotboll 2005

## Matcher
| Datum       | Spelplats                      |           |           | Resultat      | Typ av match      | Målskyttar |
| ----------- | ------------------------------ | --------- | --------- | ------------- | ----------------- | --- |
| 22 januari  | Home Depot Center Carson, USA  | Sydkorea  | Sverige   | 1 – 1 Rapport | Träningsmatch     | 1–0 70′ Chung Kyung-ho 1–1 86′ Markus Rosenberg |
| 26 januari  | Petco Park San Diego, USA      | Mexiko    | Sverige   | 0 – 0 Rapport | Träningsmatch     | |
| 9 februari  | Stade de France Paris          | Frankrike | Sverige   | 1 – 1 Rapport | Träningsmatch     | 0–1 11′ Fredrik Ljungberg 1–1 36′ David Trezeguet |
| 26 mars     | Vasil Levskistadion Sofia      | Bulgarien | Sverige   | 0 – 3 Rapport | Kval till VM 2006 | 0–1 17′ Fredrik Ljungberg 0–2 73′ Erik Edman 0–3 90+3′ (str.) Fredrik Ljungberg                                                                         |
| 4 juni      | Nya Ullevi Göteborg            | Sverige   | Malta     | 6 – 0 Rapport | Kval till VM 2006 | 1–0 6′ Mattias Jonson 2–0 18′ Anders Svensson 3–0 29′ Christian Wilhelmsson 4–0 40′ Zlatan Ibrahimović 5–0 57′ Fredrik Ljungberg 6–0 81′ Johan Elmander |
| 8 juni      | Råsunda fotbollsstadion Solna  | Sverige   | Norge     | 2 – 3 Rapport | Träningsmatch     | 1–0 16′ Kim Källström 1–1 60′ John Arne Riise 1–2 64′ Thorstein Helstad 1–3 65′ Steffen Iversen 2–3 68′ Johan Elmander                                  |
| 17 augusti  | Nya Ullevi Göteborg            | Sverige   | Tjeckien  | 2 – 1 Rapport | Träningsmatch     | 1–0 19′ Henrik Larsson 1–1 22′ (str.) Jan Koller 2–1 26′ Markus Rosenberg                                                                               |
| 3 september | Råsunda fotbollsstadion Solna  | Sverige   | Bulgarien | 3 – 0 Rapport | Kval till VM 2006 | 1–0 60′ Fredrik Ljungberg 2–0 75′ Olof Mellberg 3–0 90+2′ Zlatan Ibrahimović                                                                            |
| 7 september | Ferenc Puskás-stadion Budapest | Ungern    | Sverige   | 0 – 1 Rapport | Kval till VM 2006 | 0–1 90′ Zlatan Ibrahimović |
| 8 oktober   | Maksimirstadion Zagreb         | Kroatien  | Sverige   | 1 – 0 Rapport | Kval till VM 2006 | 1–0 56′ (str.) Darijo Srna |
| 12 oktober  | Råsunda fotbollsstadion Solna  | Sverige   | Island    | 3 – 1 Rapport | Kval till VM 2006 | 0–1 25′ Kári Árnason 1–1 29′ Zlatan Ibrahimović 2–1 42′ Henrik Larsson 3–1 90+1′ Kim Källström                                                          |
| 12 november | Seoul World Cup Stadium Seoul  | Sydkorea  | Sverige   | 2 – 2 Rapport | Träningsmatch     | 1–0 7′ Ahn Jung-hwan 1–1 9′ Johan Elmander 2–1 52′ Kim Young-chul 2–2 57′ Markus Rosenberg                                                              |

## Sveriges målgörare 2005
| 5 mål - Fredrik Ljungberg 4 mål - Zlatan Ibrahimović 3 mål - Johan Elmander - Markus Rosenberg 2 mål - Kim Källström - Henrik Larsson 1 mål - Erik Edman - Mattias Jonson - Olof Mellberg - Anders Svensson - Christian Wilhelmsson |